# Distretto di San Carlos (Panama)
Il distretto di San Carlos è un distretto di Panama nella provincia di Panama, con 18.920 abitanti al censimento 2010.

## Geografia antropica

### Suddivisioni amministrative
Il distretto è suddiviso in nove comuni (corregimientos):
- San Carlos
- El Espino
- El Higo
- Guayabito
- La Ermita
- La Laguna
- Las Uvas
- Los Llanitos
- San José